# Ізмайлов Азіз Емінович
Азіз Емінович Ізмайлов (28 грудня 1913, Євпаторія, Таврійська губернія, Російська імперія — 2004) — радянський господарський, державний та політичний діяч, професор, доктор педагогічних наук, член-кореспондент АН Киргизької РСР.

## Життєпис
Народився 1913 року в Євпаторії.
Від 1929 року — на господарській, громадській та політичній роботі. У 1929—1980 роках — завідувач семирічної інтернатної школи в місті Євпаторія, завідувач Джалал-Абадським міськвно, завідувач Джалал-Абадським райвно, викладач Джалал-Абадського педтехнікуму, заступник начальника, начальник управління вищих та середніх навчальних закладів Наркомпросу Киргизької РСР, завідувач відділу науки, вузів та шкіл ЦК КП Киргизії, директор Республіканського інституту удосконалення вчителів, директор Киргизького науково-дослідного інституту педагогіки.
Помер 2004 року.